# Phascolosoma pourtalesi
Phascolosoma pourtalesi är en stjärnmaskart som först beskrevs av PourtalFs 1851.  Phascolosoma pourtalesi ingår i släktet Phascolosoma och familjen Phascolosomatidae. Inga underarter finns listade i Catalogue of Life.